# Bark (motorfiets)
Bark is een historisch merk van inbouwmotoren in Dresden.
Dit was een Duitse fabriek die in de jaren dertig 200cc- tot 600cc-inbouwmotoren voor andere merken bouwde. Het betrof zowel twee- als viertaktmotoren. Ze werden door vele motorfietsproducenten toegepast.
Op de "klantenlijst" stonden in elk geval Ardie, Bücker, D-Rad, Elfa, Excelsior, Hercules, HMK, Imperia, OD, Omnia, Phönix, RMW, UT en Wimmer.
Ook de Küchen-ontwerpen werden, voor zover ze niet door de klant zelf gebouwd konden worden, bij Bark geproduceerd.
Tijdens de Tweede Wereldoorlog werden vooral vliegtuigonderdelen geproduceerd. In 1945 werd het bedrijf daarom gesloten.